# George Bowyer (5e baronnet)
George Bowyer, 5e et 1er baronnet (1740-6 décembre 1800), est un officier de marine et homme politique britannique .

## Biographie

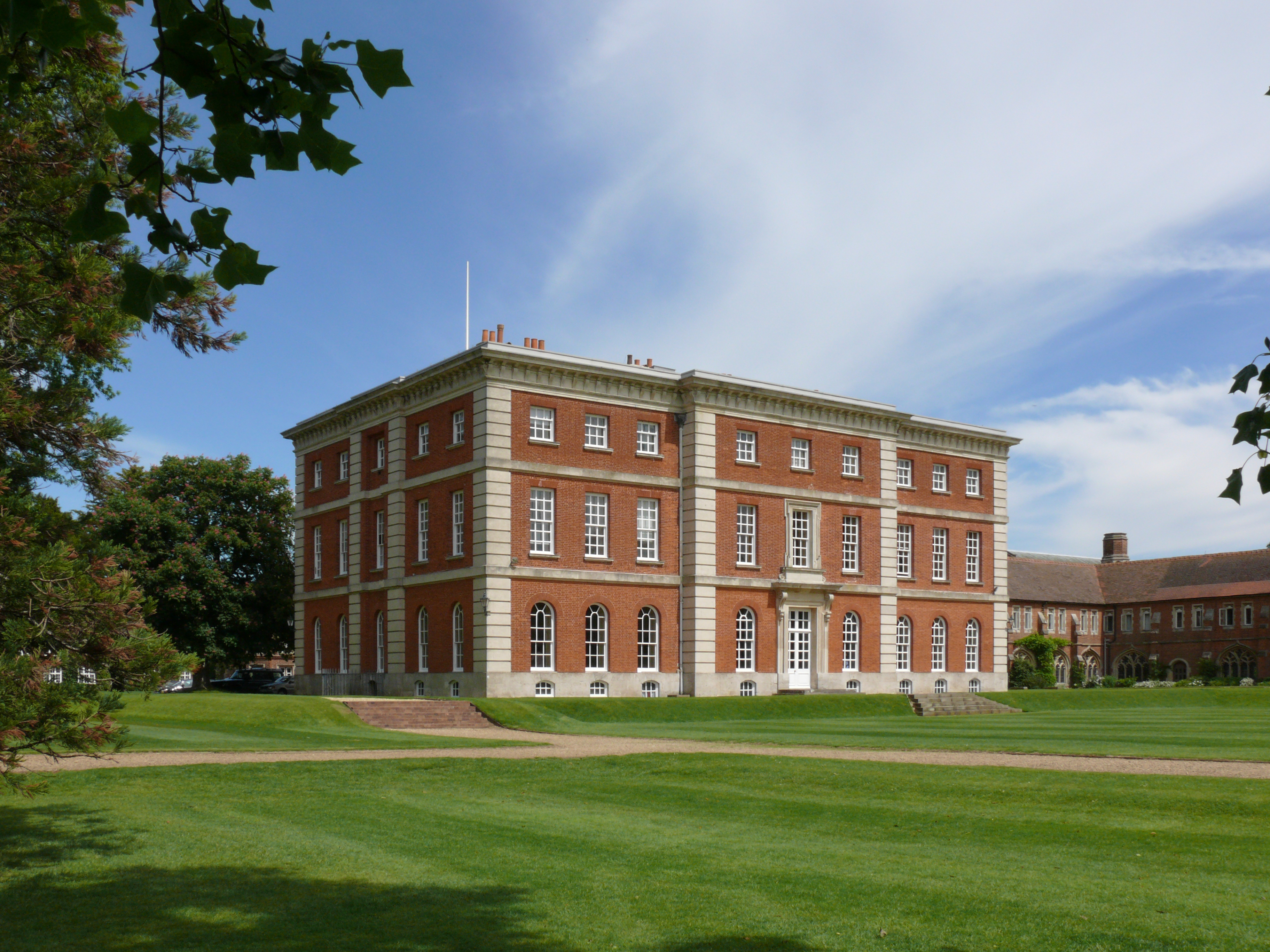
Radley Hall, qui fait maintenant partie du Radley College

Bowyer est le troisième fils de William Bowyer, 3e baronnet, et de sa femme Anne, fille de John Stonhouse (3e baronnet), né à Denham, Buckinghamshire. Il est député de Queenborough de 1784 à 1790 et vit à Warfield Grove avant d'hériter, de sa cousine Penelope, Lady Rivers, en 1795, de Radley Hall dans le Berkshire (aujourd'hui Oxfordshire).
Après une longue carrière navale, il est nommé commodore en 1781 et contre-amiral en 1793. En 1794, il est promu vice-amiral, fait baronnet et reçoit une pension après avoir perdu une jambe dans la bataille d'Ouessant, ce qui lui avait rendu impossible de continuer à servir. En 1799, il est promu amiral et en avril de la même année hérite du titre de baronnet de son frère avant de mourir en décembre 1800.
Il s'est marié deux fois; d'abord en 1768, à Margaret, la fille du révérend John Price de Barrington, Gloucestershire, et la veuve de Jacob Downing (4e baronnet), et en secondes noces en 1782, à Henrietta, fille et héritière de l'amiral Piercy Brett (en), avec qui il a 3 fils et 2 filles. Son fils George Bowyer (6e baronnet) lui succède.